# Monte Rasu
Monte Rasu na região de Goceano, no centro-oeste da Sardenha, Itália é uma montanha cujo cume, chamado em italiano Punta Manna di Monte Rasu (1259 m), é o ponto mais alto da província de Sassari.